# كاني شينكا
كاني شينكا هي قرية في مقاطعة بيرانشهر، إيران. يقدر عدد سكانها بـ 160 نسمة بحسب إحصاء 2016.